# Sebastián Izaguirre
Sebastián Izaguirre (Paysandú, 4 dicembre 1985) è un ex cestista uruguaiano.

## Carriera
Con l'Uruguay ha disputato sei edizioni dei Campionati americani (2005, 2007, 2009, 2011, 2013, 2017).